# راوول نعمة
راوول نعمة (1956 -) سياسي واقتصادي لُبناني، شغل منصب وزير الاقتصاد والتجارة في حكومة حسان دياب في 21 يناير 2020، وفي 10 أغسطس 2020، استقالت الحكومة، وتولى تصريف الأعمال لحين تشكيل حكومة نجيب ميقاتي في 10 سبتمبر 2021.

## سيرة شخصية
حاصل على شهادة في الهندسة من كلية الفنون التطبيقية في باريس عام 1980، ودرجة الماجستير في الاقتصاد ودرجة الهندسة مع تخصص في الإدارة العلمية من المدرسة المتعددة التكنولوجية في فرنسا. كان المدير التنفيذي لبنك البحر المتوسط منذ يونيو 2018 وحتى 2020، ورئيس مجلس إدارة بنك TURKLAND في تركيا وعضو مجلس إدارة بنك البحر المتوسط في جنيف في سويسرا، كما شغل منصب رئيس الهيئة التنفيذية لبنك أسترو في قبرص، والمدير العام للبنك اللبناني للتجارة، وعضو مجلس إدارة العديد من الشركات في لبنان والخارج، ورئيس Nipson Printing Systems SA في الولايات المتحدة، وهو مؤسس جمعية جذور لبنان، ويشغل حاليا منصب نائب الرئيس، وهي جمعية مهمتها المشاركة في ترميم الغابات اللبنانية وتعزيز الحراجة المستدامة في المناطق الجافة.

## استقالة الحكومة
في 10 أغسطس 2020، أعلن حسان دياب استقالة حكومته على خلفية انفجار مرفأ بيروت الذي وقع في 4 أغسطس 2020، على أن تقوم الحكومة بتصريف الأعمال لحين تشكيل حكومة جديدة.